# Giordano Mattera
Giordano Mattera (ur. 29 sierpnia 1983 w Civitavecchia) – włoski siatkarz, grający na pozycji rozgrywającego. 

## Sukcesy klubowe
Puchar Włoch:
- 2002

Puchar CEV:
- 2002

Superpuchar Włoch:
- 2002